# Héloïse

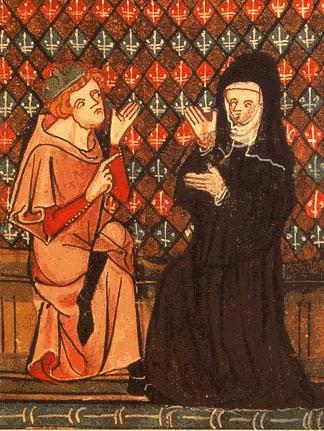
Pierre Abélard och Héloïse.

Héloïse, född 1101 i Loire-regionen, död 17 maj 1162 i klostret Le Paraclet i närheten av Nogent-sur-Seine, var Pierre Abélards elev och därefter älskade. Deras brevväxling är bland de mest kända bevarade exemplen på tidig romantisk kärlek. 
Trots att Héloïse var en välutbildad ung kvinna vet man inte så mycket om hennes familj, men det antyds i hennes brev att hon är av lägre klass. Troligtvis var hon medlem av Garlandefamiljen, som hade pengar och medlemmar i höga samhällspositioner, jämfört med den adlige Abélard.
Vad som är känt är att hon bodde hos sin farbror, kaniken Fulbert av Notre-Dame i Paris. Då hon var 17 år studerade hon hos en av de mest populära lärarna och filosoferna i staden – Pierre Abélard.
I sina texter berättar Abélard historien om Héloïses förförelse, deras hemliga äktenskap, födelsen av sonen Astralabius, och om sin kastrering samt att Héloïse gick i kloster. Abélard grundade en skola (klostret Le Paraclet) nära Nogent-sur-Seine, och denna skänkte han till Héloïses systerskap. Efter det sågs de inte på tio år och han dog 1142. Héloïse fortsatte som abbedissa till sin död 1162. Hon efterlämnade inga skrivna verk utöver sin legendariska korrespondens med Abélard.
Héloïse begravdes vid Abélards sida 1164. År 1817 flyttade deras kvarlevor till Père-Lachaise i Paris, där det även finns ett monument över dem.